# Паспорт гражданина Перу
Паспорт гражданина Перу — документ, необходимый для выезда гражданина Перу за границу. Чтобы путешествовать по странам Андского сообщества, Чили, Аргентине, Бразилии, Уругваю, Парагваю и Венесуэле, граждане Перу могут использовать своё удостоверение личности.
Выдаётся Департаментом по иммиграции и натурализации Перу.

## Внешний вид паспорта Перу
Паспорт гражданина Перу представляет собой книжку бордово-красного цвета, с надписью в верхней части REPUBLICA DEL PERU, гербом Перу посередине, и надписью PASAPORTE (на испанском) и PASSPORT (на английском) в нижней части.

## Визовые требования к гражданам Перу
Минимум 140 страны и территории предоставляют безвизовый въезд или визу по прибытии держателям паспорта гражданина Перу, 36 из них безвизовые страны. Для въезда в Аргентину и Бразилию не требуется паспорт. Для въезда в Андское сообщество требуется удостоверяющий личность документ.

### Список стран, где для граждан Перу виза не требуется

#### Америка
| - Аргентина - Багамские Острова - Барбадос Виза не требуется, соглашение удаления виз в 1972 году обычным паспортам. - Бермуды - Боливия - Бразилия - Острова Кайман - Чили - Колумбия - Доминиканская Республика - Панама - Мексика - Эквадор - Парагвай - Нидерландские Антильские острова - Доминика - Тринидад и Тобаго - Уругвай - Венесуэла |

#### Африка
| - Ботсвана - Египет - Малави - Марокко - Майотта - Мозамбик - ЮАР - Сейшельские Острова - Танзания - Того - Уганда |

#### Азии и Среднего Востока
- Сирия
- Иордания
- Бруней
- Камбоджа
- Республика Корея Виза не требуется, соглашение удаления виз в 1982 году обычным паспортам.
- ОАЭ
- Гонконг
- Индонезия
- Ирак
- Израиль
- Филиппины
- Ливан
- Сингапур
- Макао
- Малайзия
- Оман
- Таиланд
- Йемен

#### Европа
- 🇬🇧 Великобритания
- Европейский союз Виза не требуется, путешествие на 90 дней.[3]
- Германия
- Хорватия
- Ватикан
- Испания
- Франция
- Черногория
- Северная Македония
- Россия Виза не требуется, путешествие на 90 дней.[4]
- Турция

#### Океания
| - Фиджи - Кирибати - Микронезия - Маршалловы Острова - Палау - Самоа - Соломоновы Острова - Тонга - Вануату |